# Dzień Papieża Jana Pawła II
Dzień Papieża Jana Pawła II – polskie święto obchodzone co roku 16 października, ustanowione przez Sejm Rzeczypospolitej Polskiej w hołdzie papieżowi Polakowi Janowi Pawłowi II. Równolegle obchodzony jest przez Kościół katolicki w Polsce Dzień Papieski, przypadający w niedzielę bezpośrednio poprzedzającą rocznicę wyboru Karola Wojtyły na papieża.

## Znaczenie daty
16 października 1978 roku arcybiskup krakowski kardynał Karol Wojtyła jako pierwszy kardynał z Polski, jak również pierwszy po 455 latach biskup Rzymu, niebędącym Włochem, został wybrany na papieża i przybrał imię Jan Paweł II. 16 października 2002 Jan Paweł II wprowadził do różańca Tajemnice światła.

## Ustanowienie święta
16 października został ustanowiony świętem przez Sejm RP 27 lipca 2005 roku – jak uznano w ustawie – w hołdzie największemu autorytetowi XX wieku, człowiekowi, który sięgając do źródeł chrześcijaństwa, uczył nas solidarności, odwagi i pokory. Ustawę ustanawiającą święto poparło 338 posłów, trzech było przeciwnych, a dwóch wstrzymało się od głosu.
Święto było obchodzone po raz pierwszy w 2001 roku i nie jest dniem wolnym od pracy.

## Dzień Papieski w polskim Kościele
Od roku 2001 obchodzony jest również w polskim Kościele rzymskokatolickim Dzień Papieski jako wyraz wdzięczności, łączności duchowej z Ojcem Świętym, Janem Pawłem II i promocji jego nauczania. Przypada najczęściej w niedzielę bezpośrednio poprzedzającą rocznicę wyboru kardynała Karola Wojtyły na następcę Świętego Piotra. Koordynatorem przedsięwzięć jest Fundacja „Dzieło Nowego Tysiąclecia”. W trakcie Dnia Papieskiego zbierane są pieniądze na stypendia dla zdolnej polskiej młodzieży z niezamożnych i ubogich rodzin.
Tematy Dni Papieskich
| Rok  | Rok   | Temat Dnia                                           | Dzień           |
| ---- | ----- | ---------------------------------------------------- | --------------- |
| 2001 | I     | Pontyfikat Przełomów                                 | 14 października |
| 2002 | II    | Jan Paweł II – Świadek nadziei                       | 13 października |
| 2003 | III   | Jan Paweł II – Apostoł Jedności                      | 12 października |
| 2004 | IV    | Jan Paweł II – Pielgrzym pokoju                      | 10 października |
| 2005 | V     | Jan Paweł II – Orędownik prawdy                      | 16 października |
| 2006 | VI    | Jan Paweł II – Sługa Miłosierdzia                    | 15 października |
| 2007 | VII   | Jan Paweł II – Obrońca godności człowieka            | 14 października |
| 2008 | VIII  | Jan Paweł II – Wychowawca młodych                    | 12 października |
| 2009 | IX    | Jan Paweł II – Papież wolności                       | 11 października |
| 2010 | X     | Jan Paweł II – Odwaga świętości                      | 10 października |
| 2011 | XI    | Jan Paweł II – Człowiek Modlitwy                     | 9 października  |
| 2012 | XII   | Jan Paweł II – Papież rodziny                        | 14 października |
| 2013 | XIII  | Jan Paweł II – Papież dialogu                        | 13 października |
| 2014 | XIV   | Jan Paweł II – Świętymi Bądźcie                      | 12 października |
| 2015 | XV    | Jan Paweł II – Patron Rodziny                        | 11 października |
| 2016 | XVI   | Bądźcie świadkami miłosierdzia                       | 9 października  |
| 2017 | XVII  | Idźmy naprzód z nadzieją                             | 8 października  |
| 2018 | XVIII | Promieniowanie Ojcostwa                              | 14 października |
| 2019 | XIX   | Wstańcie, chodźmy!                                   | 13 października |
| 2020 | XX    | Totus Tuus                                           | 11 października |
| 2021 | XXI   | Nie lękajcie się                                     | 10 października |
| 2022 | XXII  | "Blask Prawdy” (Veritatis Splendor)                  | 16 października |
| 2023 | XXIII | Św. Jan Paweł II. Cywilizacja życia                  | 15 października |
| 2024 | XXIV  | Święty Jan Paweł II. Ewangelia starości i cierpienia | 13 października |